# SYT2
SYT2 (англ. Synaptotagmin 2) – білок, який кодується однойменним геном, розташованим у людей на короткому плечі 1-ї хромосоми.  Довжина поліпептидного ланцюга білка становить 419 амінокислот, а молекулярна маса — 46 872.
| 10         |  | 20         |  | 30         |  | 40         |  | 50         |
| ---------- |  | ---------- |  | ---------- |  | ---------- |  | ---------- |
| MRNIFKRNQE |  | PIVAPATTTA |  | TMPIGPVDNS |  | TESGGAGESQ |  | EDMFAKLKEK |
| LFNEINKIPL |  | PPWALIAIAV |  | VAGLLLLTCC |  | FCICKKCCCK |  | KKKNKKEKGK |
| GMKNAMNMKD |  | MKGGQDDDDA |  | ETGLTEGEGE |  | GEEEKEPENL |  | GKLQFSLDYD |
| FQANQLTVGV |  | LQAAELPALD |  | MGGTSDPYVK |  | VFLLPDKKKK |  | YETKVHRKTL |
| NPAFNETFTF |  | KVPYQELGGK |  | TLVMAIYDFD |  | RFSKHDIIGE |  | VKVPMNTVDL |
| GQPIEEWRDL |  | QGGEKEEPEK |  | LGDICTSLRY |  | VPTAGKLTVC |  | ILEAKNLKKM |
| DVGGLSDPYV |  | KIHLMQNGKR |  | LKKKKTTVKK |  | KTLNPYFNES |  | FSFEIPFEQI |
| QKVQVVVTVL |  | DYDKLGKNEA |  | IGKIFVGSNA |  | TGTELRHWSD |  | MLANPRRPIA |
| QWHSLKPEEE |  | VDALLGKNK  |  |            |  |            |  |            |

A: Аланін

C: Цистеїн

D: Аспарагінова кислота

E: Глутамінова кислота

F: Фенілаланін

G: Гліцин

H: Гістидин

I: Ізолейцин

K: Лізин

L: Лейцин

M: Метіонін

N: Аспарагін

P: Пролін

Q: Глутамін

R: Аргінін

S: Серин

T: Треонін

V: Валін

W: Триптофан

Кодований геном білок за функцією належить до фосфопротеїнів. 
Задіяний у такому біологічному процесі як диференціація. 
Білок має сайт для зв'язування з іонами металів, іоном кальцію. 
Локалізований у мембрані, клітинних контактах, цитоплазматичних везикулах, синапсах.